# Cadillac Ciel
La Cadillac Ciel est un concept car du constructeur automobile américain Cadillac dévoilée au Concours d'élégance de Pebble Beach 2011. Elle est conçue pour renouer avec le passé du constructeur et ses cabriolets et  utilise la technologie hybride-essence.

## Présentation
La Ciel est livrée avec des portes suicide arrière, et l'intérieur dispose d'un tableau de bord en bois lisse avec un look simple pour les jauges. Le mot "Ciel" est ce que les concepteurs avaient à l'esprit lorsqu'ils ont fait le véhicule. 
En 2012 et début 2013, Cadillac a envisagé de développer une voiture de série basée sur la Ciel. Cependant, en juillet 2013, ils ont décidé de ne pas poursuivre.
Au Concours d'élégance de Pebble Beach 2013, Cadillac a dévoilé un nouveau concept, la Cadillac Elmiraj, qui est similaire dans la conception a la Ciel, sauf qu'il s'agit d'un coupé. Les deux véhicules ont été conçus par Niki Smart.

## Caractéristiques
La Ciel possède un V6 à injection directe de 3,6 litres à double turbocompresseur produisant 425 ch (317 kW) et un système hybride utilisant la technologie de la batterie lithium-ion,. La Ciel est un cabriolet quatre places avec un empattement de 125 pouces. Elle est développée au North Hollywood Design Center de GM Design.

## Dans les medias
La Cadillac Ciel a été présentée dans l'adaptation cinématographique d'Entourage en 2015 en cadeau de l'agent de talent Ari Gold au personnage principal Vincent Chase pour le succès de ses débuts de réalisateur dans le film de fiction Hyde.